# Cycloptilum comprehendens
Cycloptilum comprehendens är en insektsart som beskrevs av Morgan Hebard 1929. Cycloptilum comprehendens ingår i släktet Cycloptilum och familjen Mogoplistidae.

## Underarter
Arten delas in i följande underarter:
- C. c. comprehendens
- C. c. fortior
- C. c. interior